# Villa Farnesio (Caprarola)

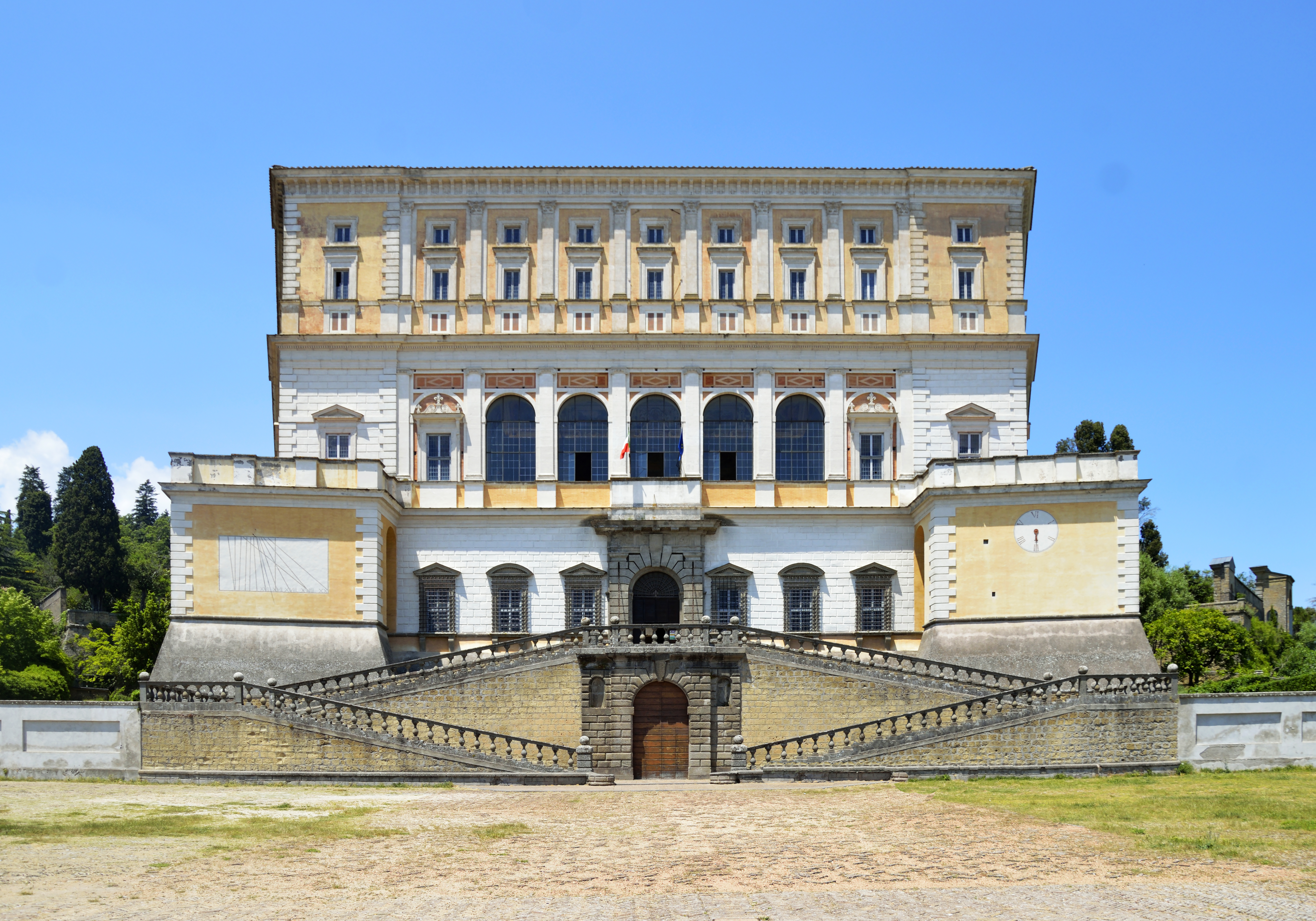
Vista del palacio

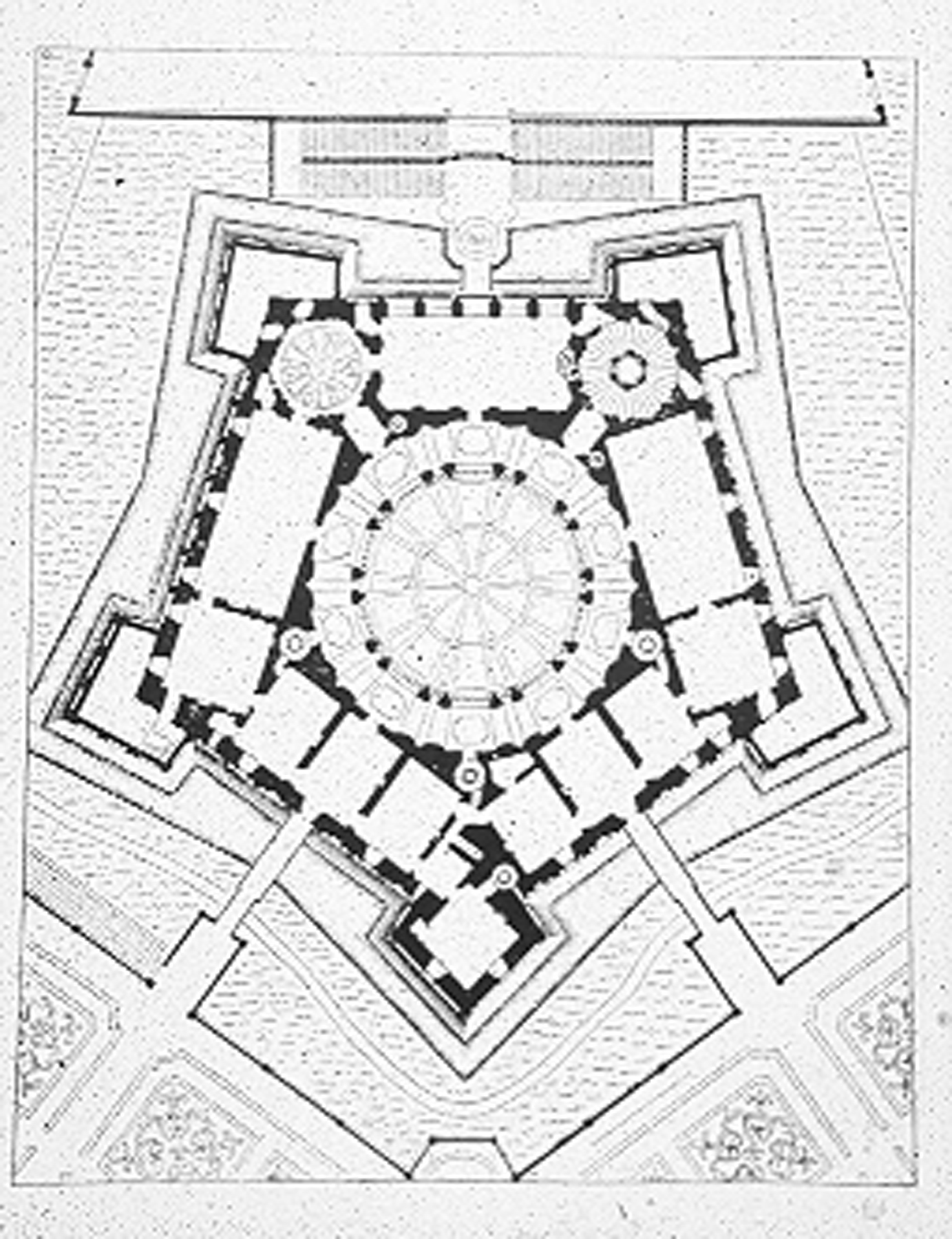
Grabado de la planta modificada por Vignola.

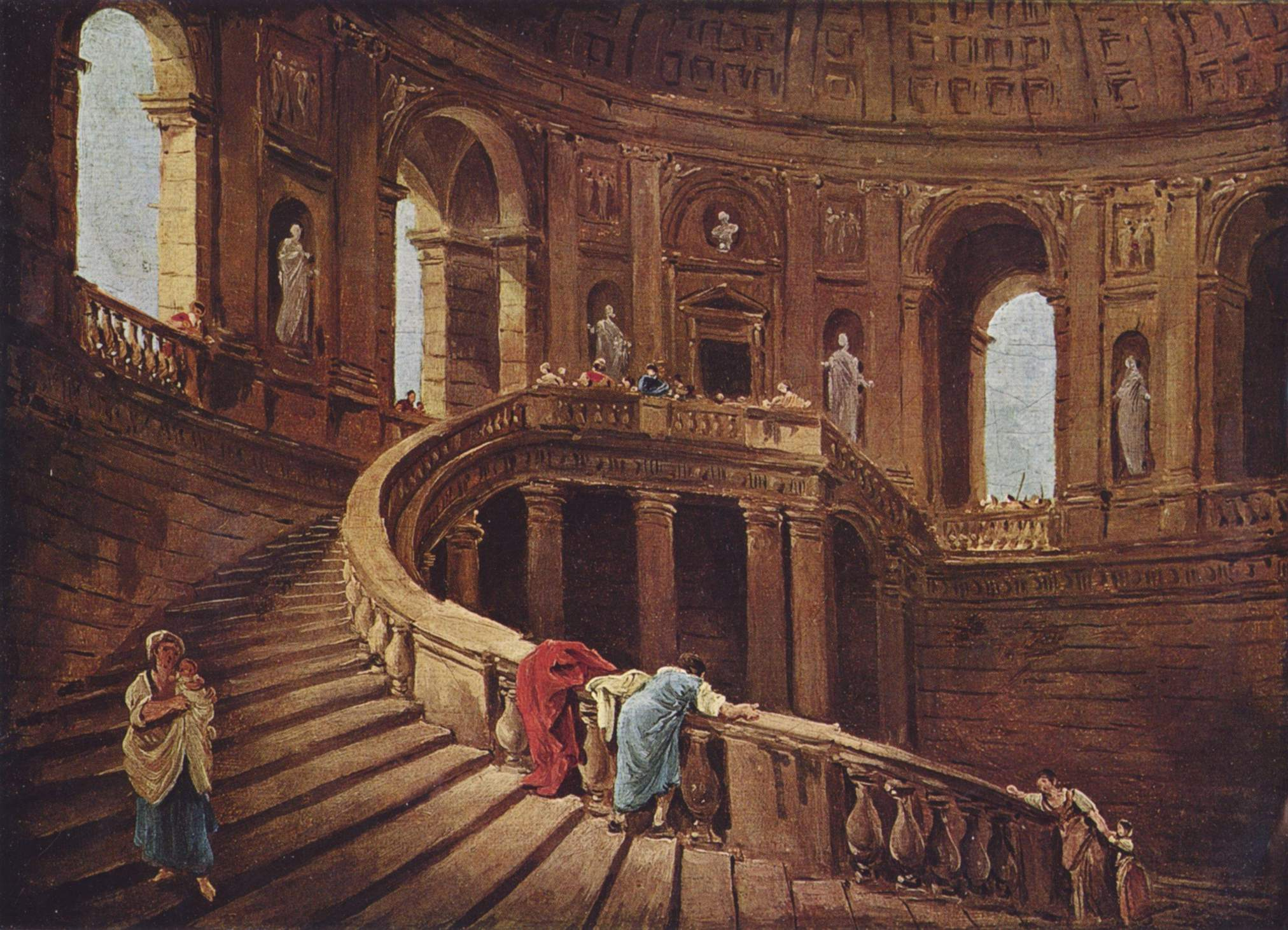
La famosa Escala Regia en la Villa Farnesio (cuadro de Hubert Robert).

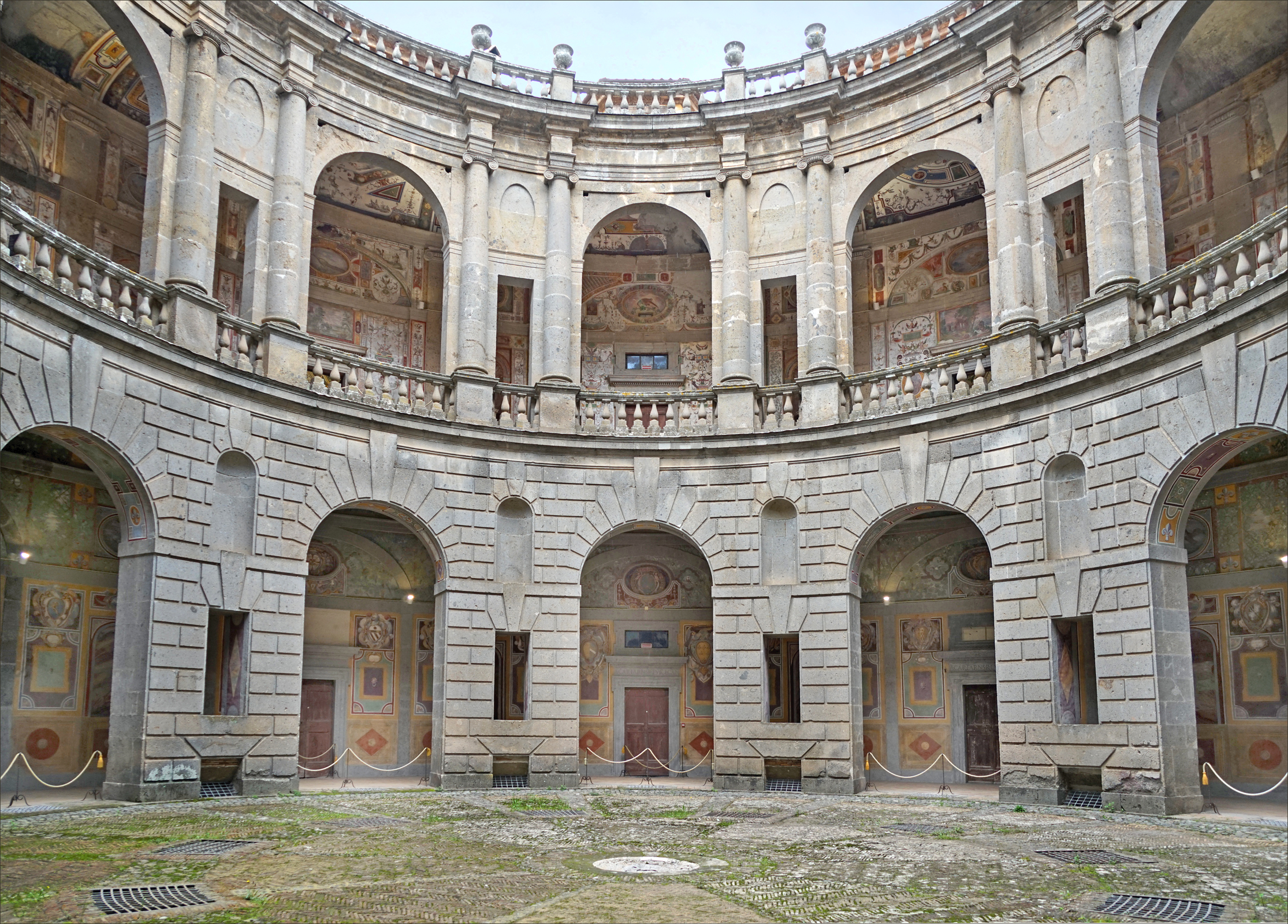
Patio interior

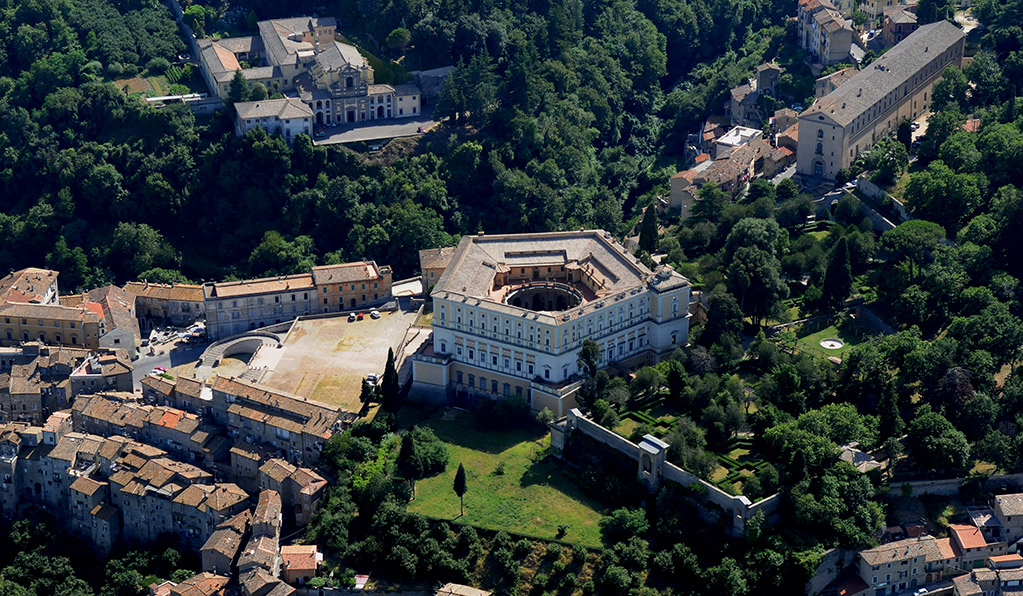
Vista aérea

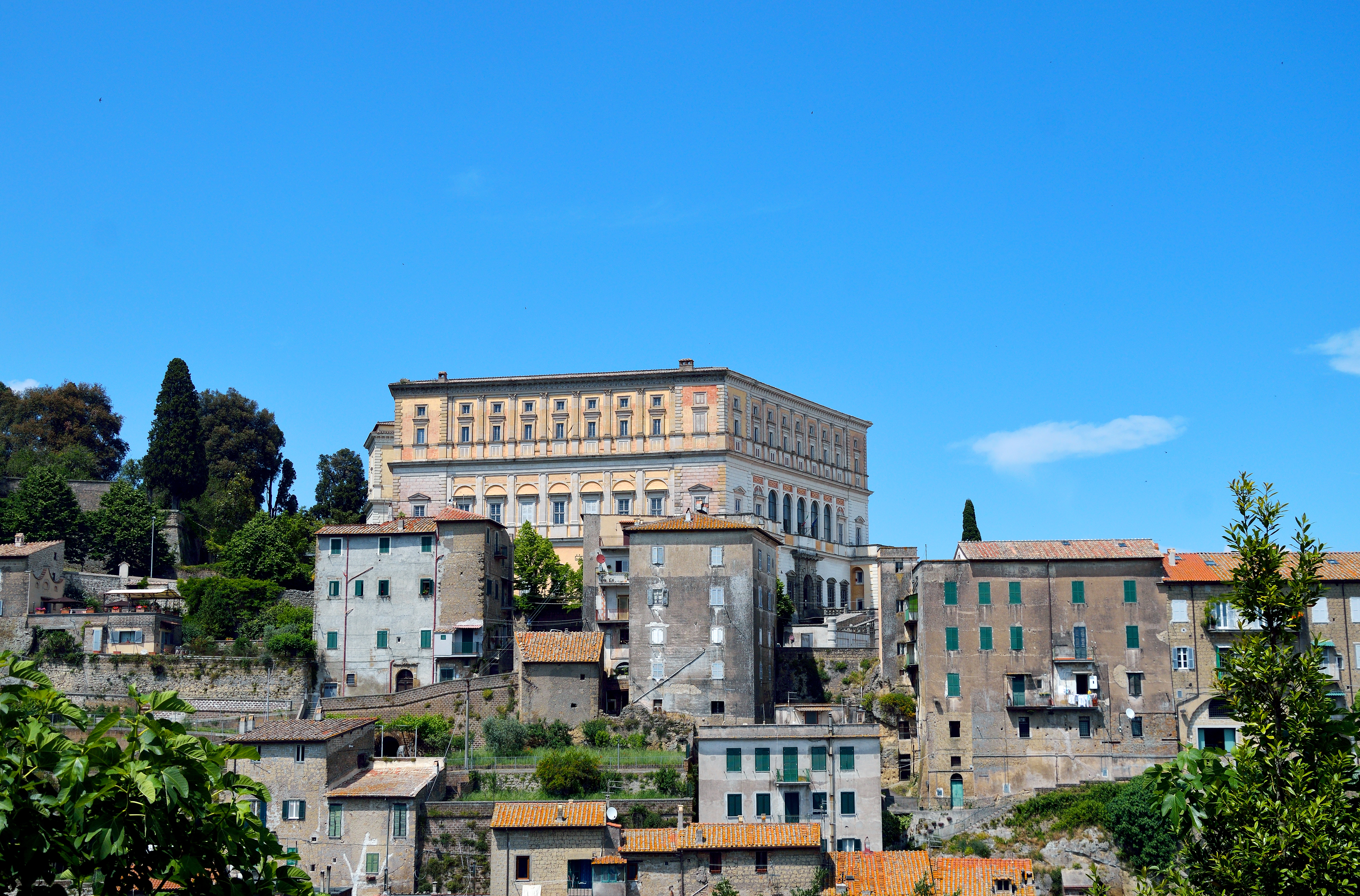
Vista del palacio

La Villa Farnesio o Palazzo Farnesio es un importante ejemplo de residencia renacentista de Italia construida para la familia romana de los Farnesio en Caprarola, Lacio. 

## Historia
La villa fue una de las muchas moradas señoriales construidas por los Farnesio en sus propios dominios. El proyecto para una fortaleza defensiva fue preparado originalmente por Antonio de Sangallo el Joven. 
En 1559, por voluntad del cardenal Alejandro Farnesio, el proyecto fue modificado, aunque manteniendo la planta pentagonal, y la dirección de los trabajos fue encomendada a Vignola. Las obras finalizaron en 1575.
La construcción se transformó en un imponente palazzo renacentista, como residencia veraniega del cardenal y de su corte. En los bastiones de los vértices el arquitecto insertó amplias terrazas abiertas sobre la campiña circundante, y talló la colina en forma de escalinatas de modo de aislar el palazzo y al mismo tiempo insertarlo armoniosamente con el entorno. En el paseo de acceso se abrió una calle rectilínea, de forma de relacionar visualmente al edificio con la ciudad, convirtiéndolo en el hito que sobrepasa y domina toda la zona. En el centro de la residencia se abre un patio circular en dos plantas, con el nivel superior ligeramente retirado.

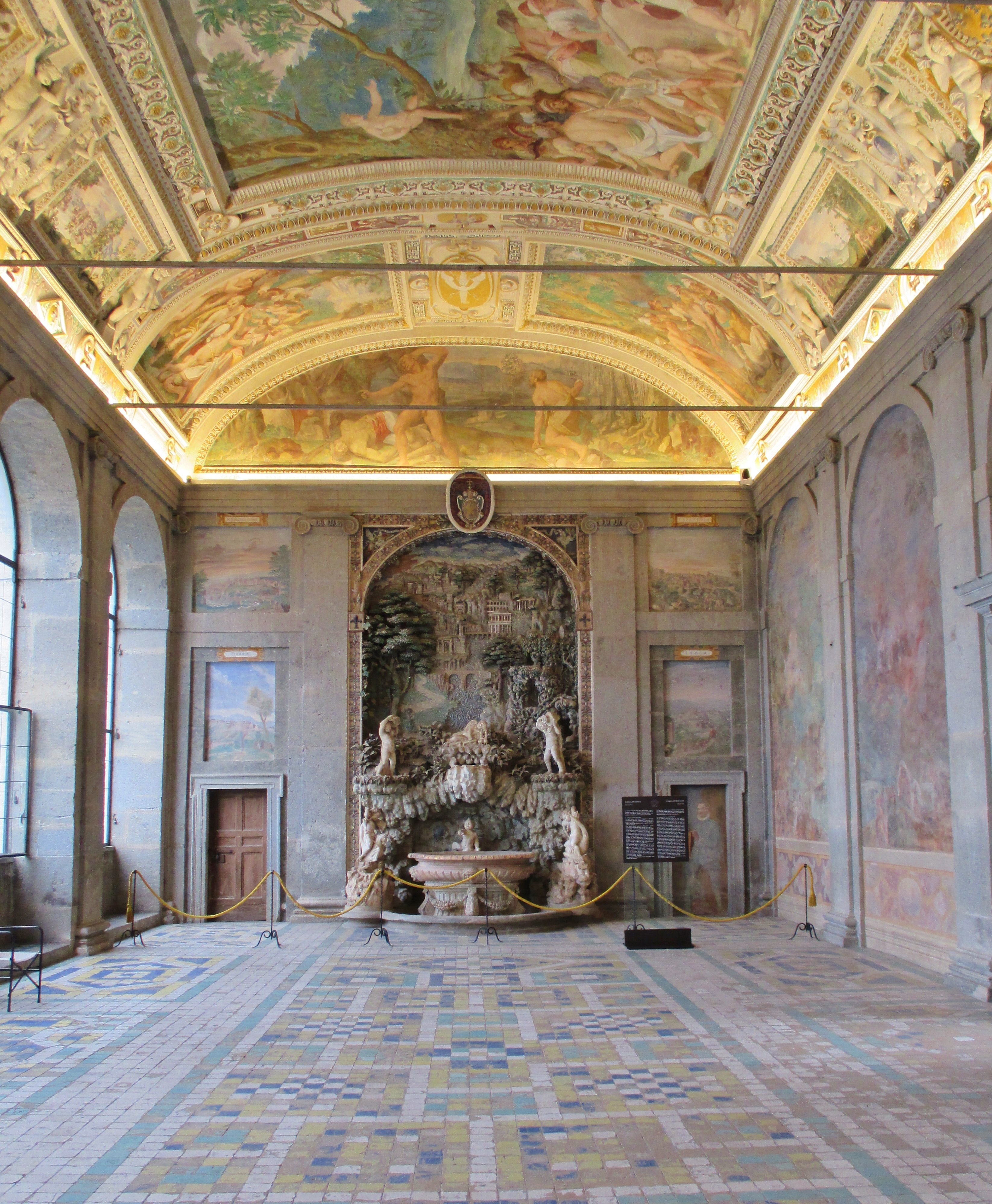
Loggia
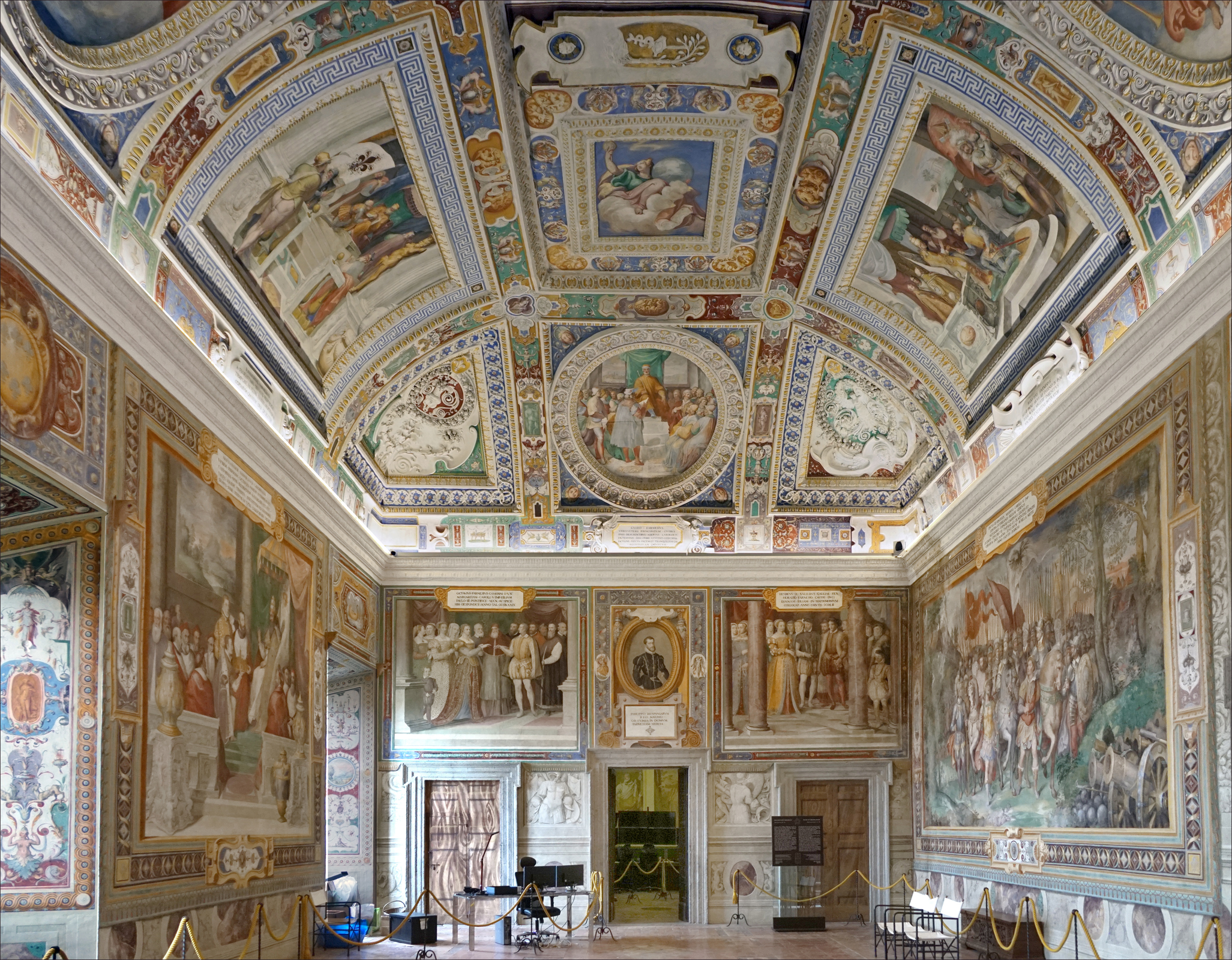
La sala de las magnificiencias de los Farnesio
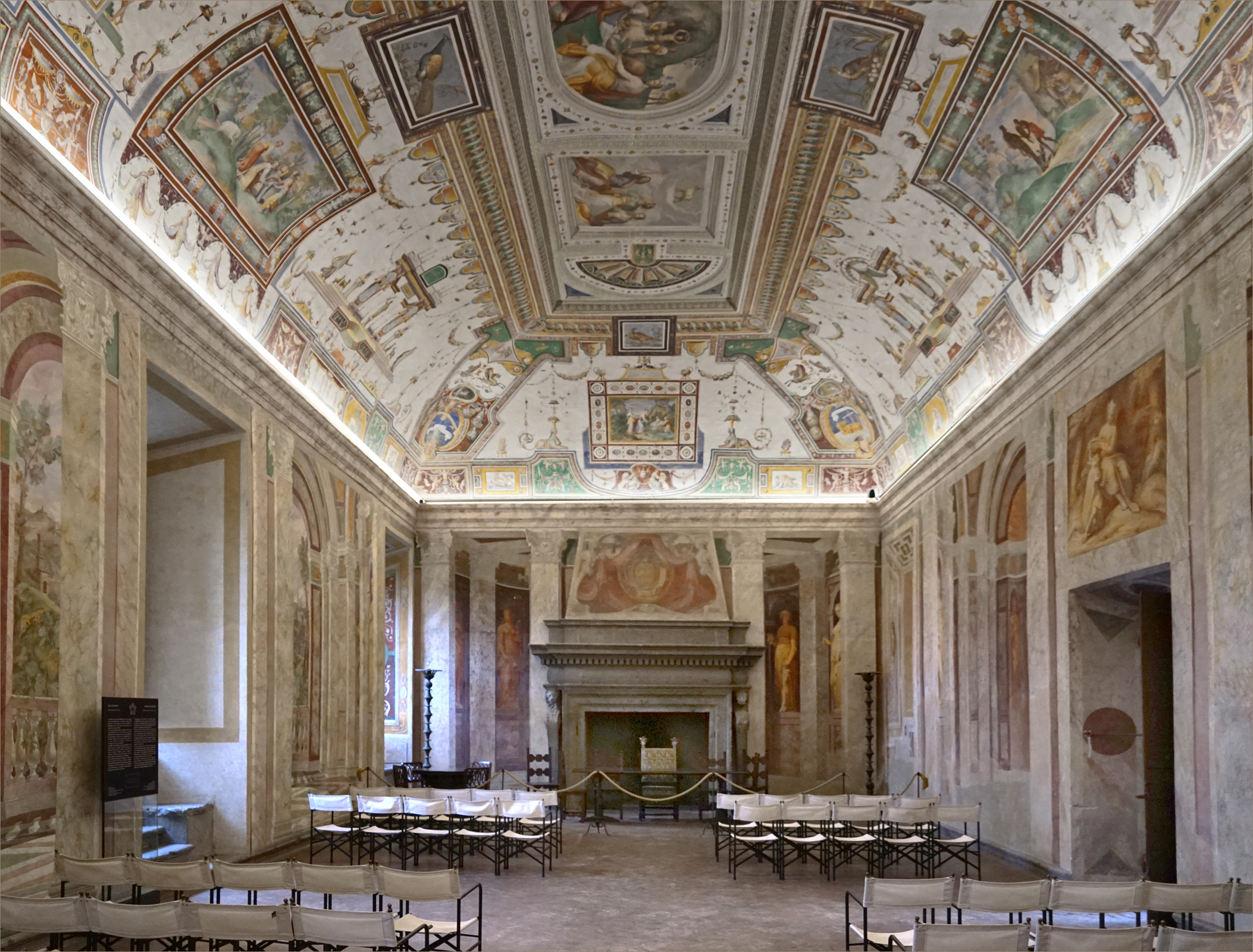
Salón de Júpiter
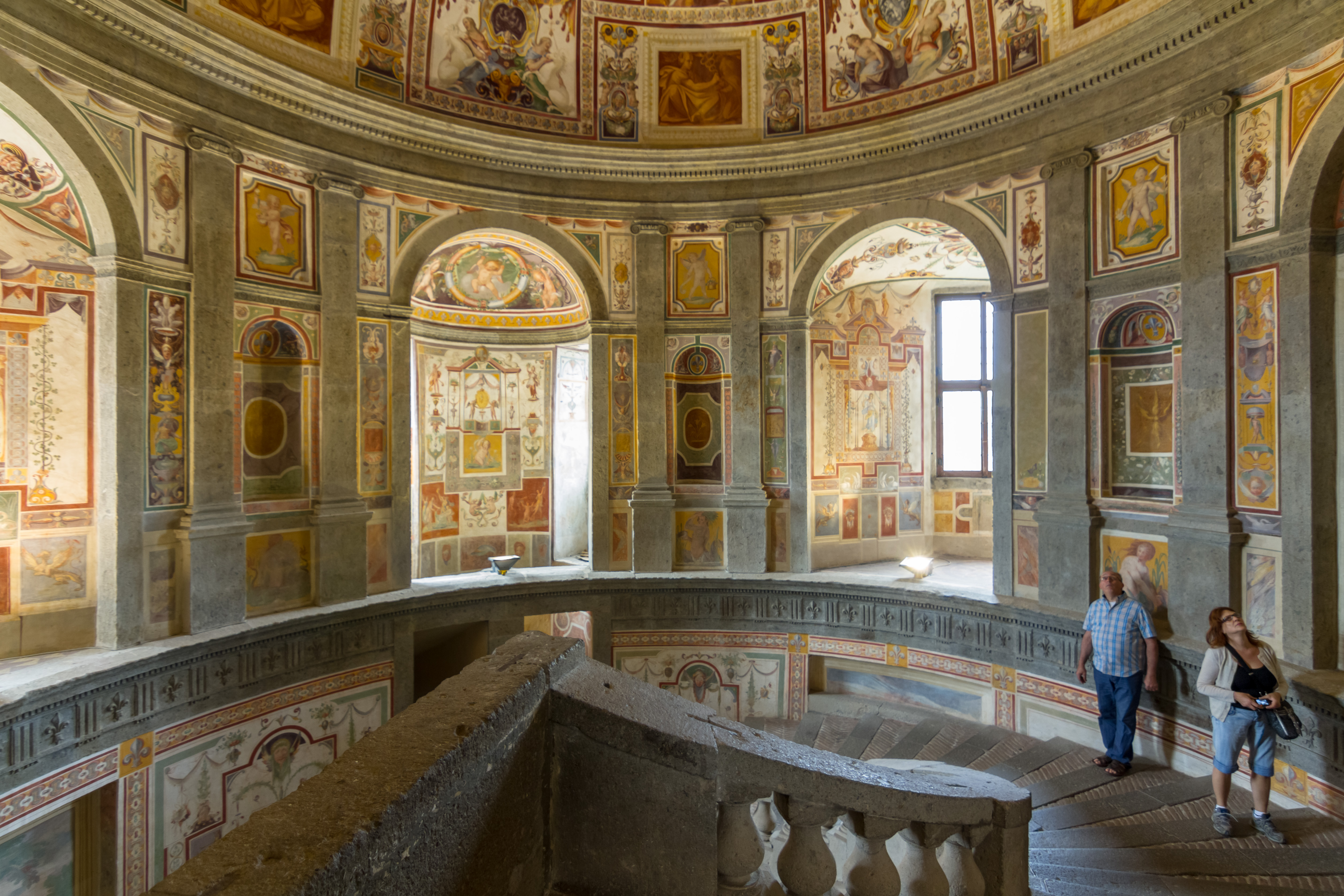
Escalera real
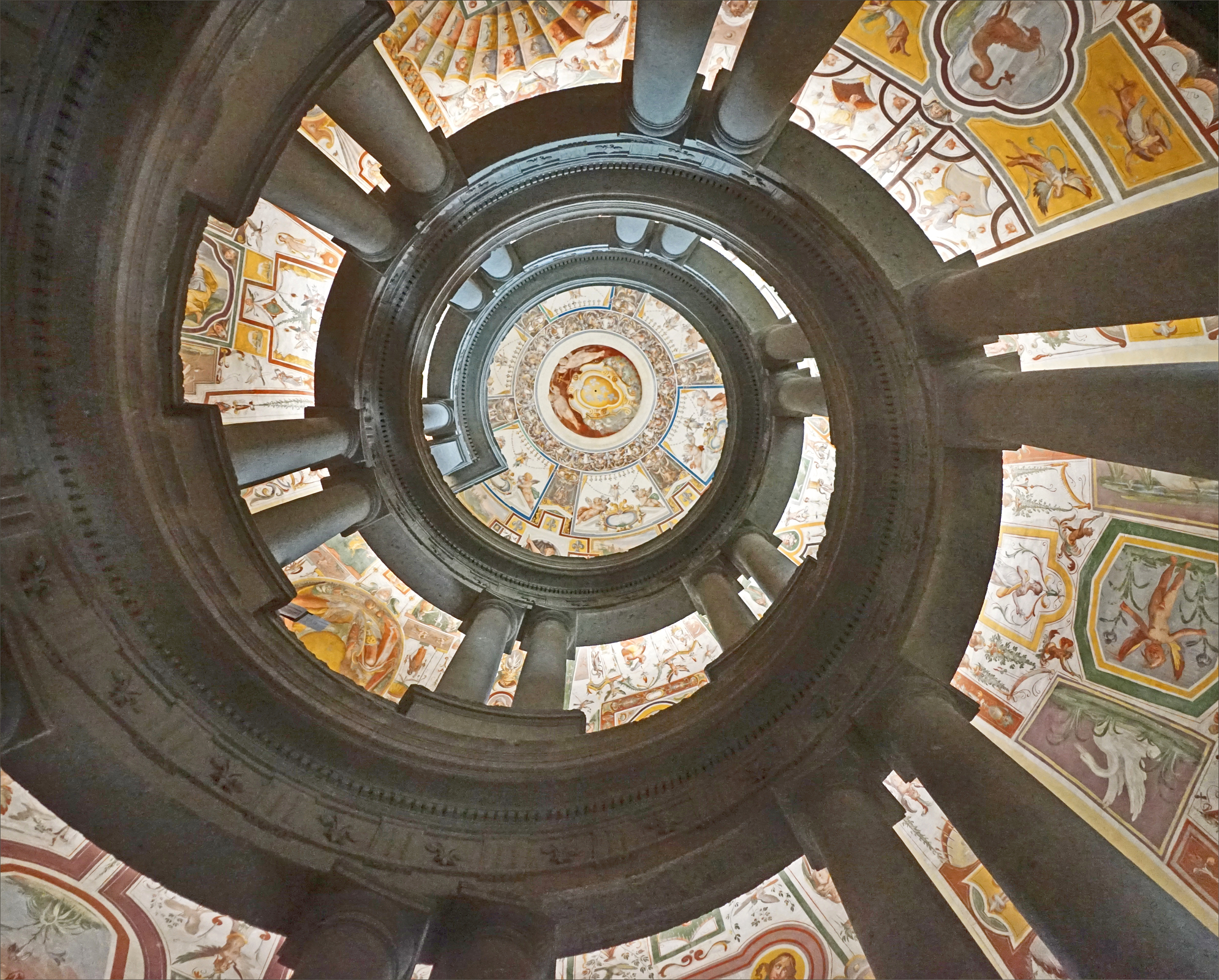
Escalera real

La villa Farnesio en Caprarola sirvió de modelo para el Pentágono en Washington D. C.

## Curiosidades
- Villa Farnesio aparece en la película "Lutero" (2003) y en la serie de TV "Médici: Maestros de Florencia".[2]